# Liste der Monuments historiques in Niederstinzel
Die Liste der Monuments historiques in Niederstinzel führt die Monuments historiques in der französischen Gemeinde Niederstinzel auf.

## Liste der Bauwerke
| Bezeichnung           | Beschreibung                                                            | Standort                     | Kennzeichnung | Schutzstatus | Datum | Bild           |
| --------------------- | ----------------------------------------------------------------------- | ---------------------------- | ------------- | ------------ | ----- | -------------- |
| Beinhaus              | 1704 erbaut                                                             | auf dem Friedhof (Lage)      | PA00106926    | Classé       | 1990  |                |
| Château de Geroldseck | Ruine einer Turmhügelburg, 13. Jahrhundert, im 15. Jahrhundert zerstört | nordöstlich des Ortes (Lage) | PA57000020    | Inscrit      | 2000  | weitere Bilder |

## Liste der Objekte
| Bezeichnung       | Beschreibung                                                                                             | Standort                        | Kennzeichnung | Schutzstatus | Datum | Bild |
| ----------------- | --- | ------------------------------- | ------------- | ------------ | ----- | ---- |
| Zwei Seitenaltäre | jeweils Altartisch und Retabel; Eichenholz, farbig gefasst und vergoldet, 1726/27 von Johann Martersteck | in der Kirche St-Nicolas (Lage) | PM57000520    | Classé       | 1993  |      |
| Hauptaltar        | Altartisch mit Tabernakel; Holz, farbig gefasst und vergoldet, 1728 bis 1730 von Johann Martersteck      | in der Kirche St-Nicolas (Lage) | PM57000519    | Classé       | 1993  |      |